# Georges Feydeau
« Feydeau » redirige ici. Pour les autres significations, voir Feydeau (homonymie).
Georges Feydeau, né le 8 décembre 1862 à Paris 9e et mort le 5 juin 1921 à Rueil-Malmaison, est un auteur dramatique, peintre et collectionneur d'œuvres d'art français, connu pour ses nombreux vaudevilles.

## Biographie

### Origines
Georges Feydeau est le fils de l'écrivain Ernest Feydeau et de Leokadia Bogusława Zalewska, dite Léocadie Polonaise née en 1838 à Varsovie, fille de Bogusław Zalewski et de Luiza Rytterband, considérée comme une « femme galante » et  morte en 1924 à Neuilly-sur-Seine. Georges Feydeau naît le 8 décembre 1862 au 49 bis rue de Clichy, ses parents s'étant mariés le 30 janvier 1861 à Lyon. De ses propres déclarations, sa mère lui aurait révélé qu'il était le fils de Napoléon III. D'autres sources indiquent qu'il serait le fils du demi-frère de l'Empereur, le duc de Morny, lui-même fils naturel du comte de Flahaut (qui était lui-même fils illégitime présumé de Talleyrand), rumeurs que confirmera Georges Feydeau en 1919.

Ses parents
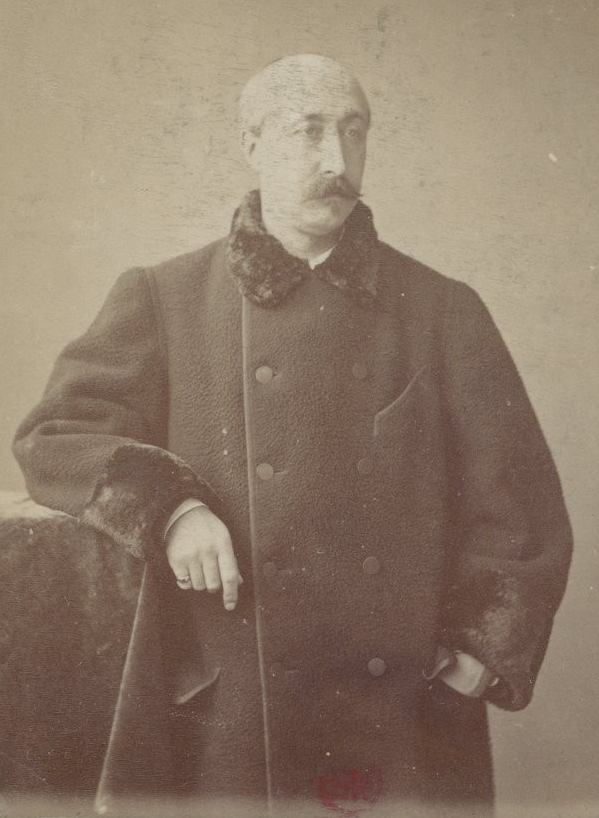
Son père, Ernest Feydeau.
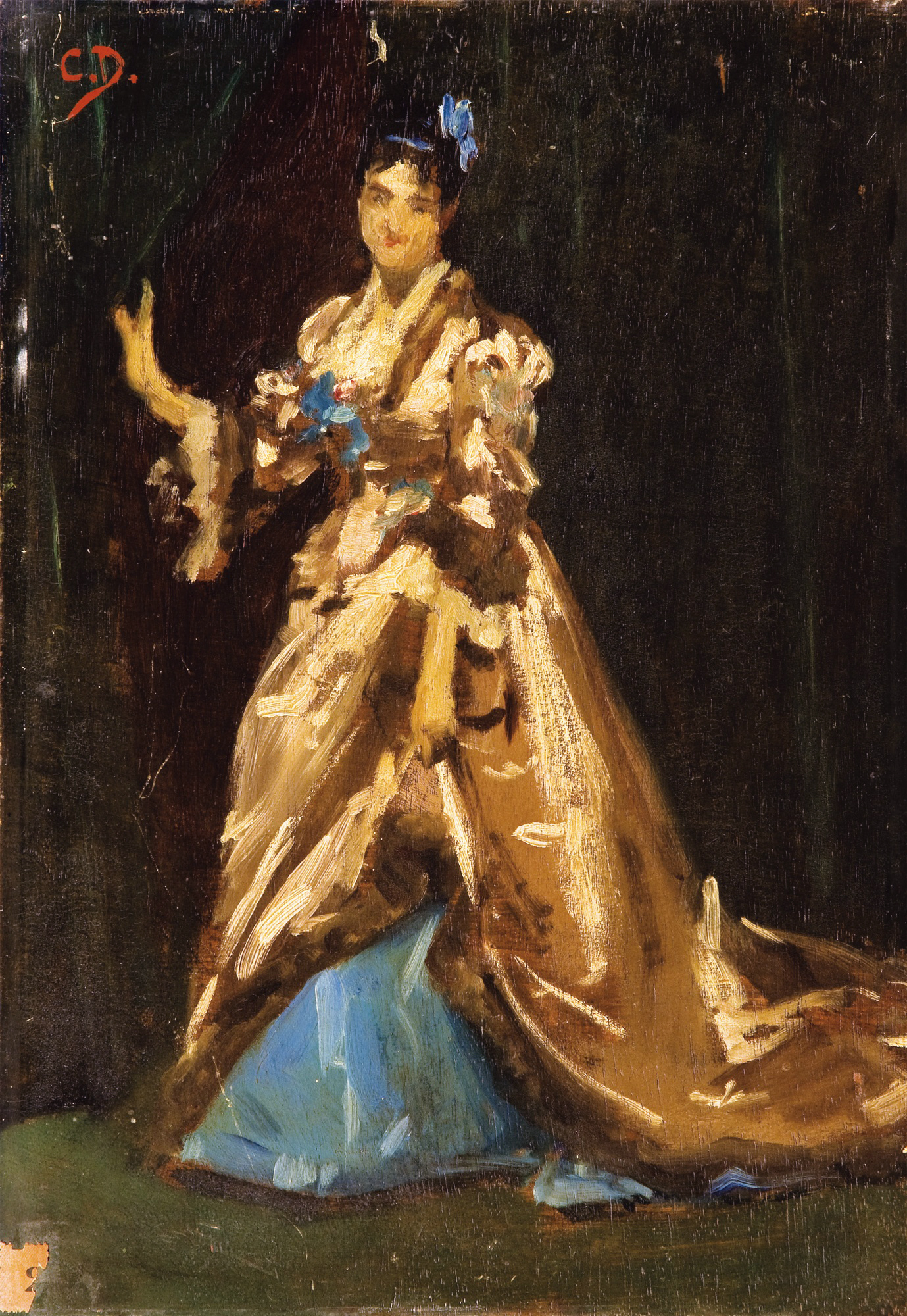
Sa mère, 1870, musée de Lille.
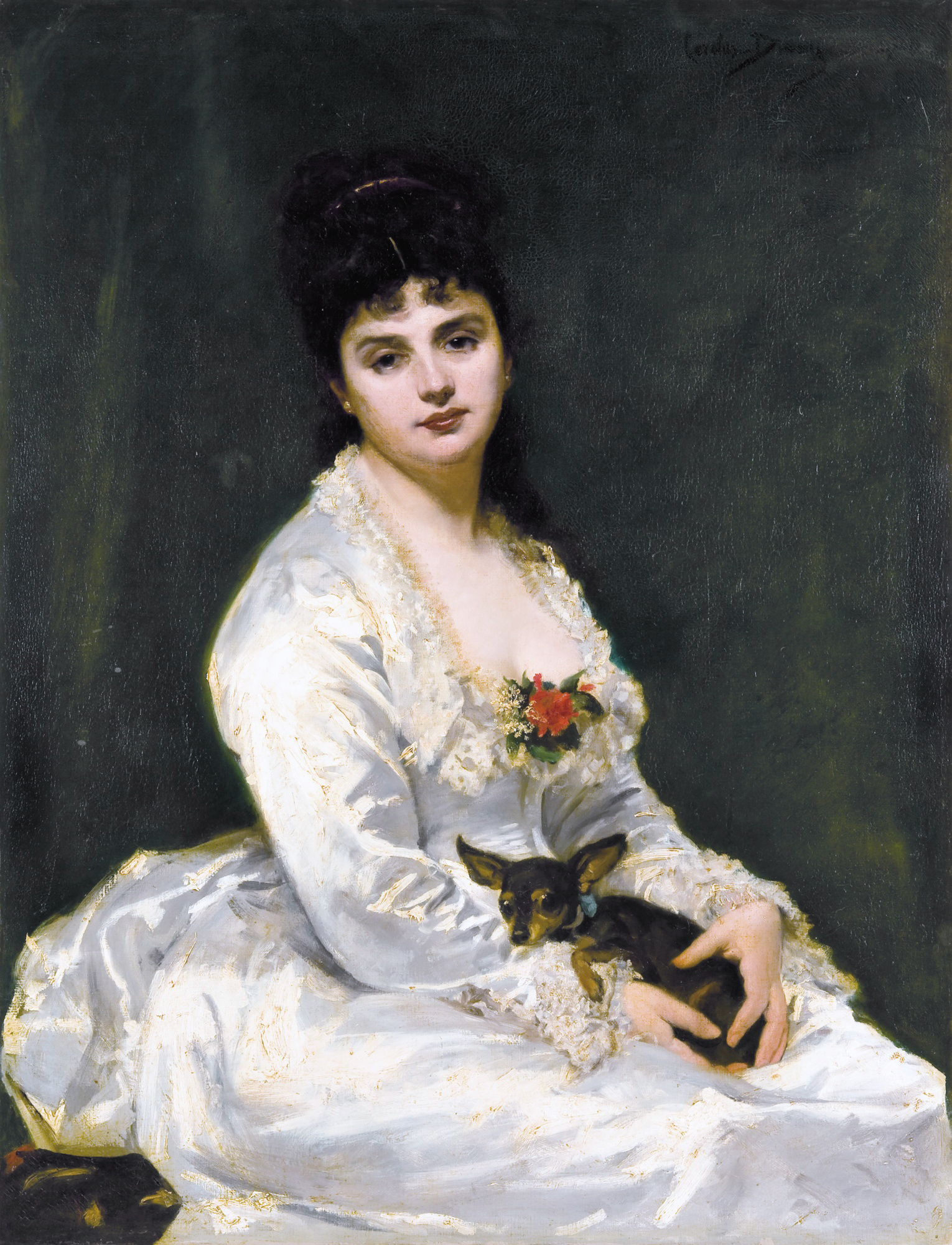
Sa mère à son remariage avec Fouquier, 1876.

### Débuts
Enfant désobéissant malgré une jeunesse dorée, il martyrise sa sœur Diane-Valentine née en 1866. Très jeune, Georges Feydeau perd son insouciance lorsque son père devient hémiplégique, en 1869. Encouragé par son père, il néglige ses études pour se consacrer au théâtre. Son père meurt en 1873, Georges a 11 ans. Sa mère se remarie avec Henry Fouquier en 1876.
Il tente en vain une carrière d'acteur, jouant dans la compagnie Le Cercle des Castagnettes qu'il a fondée. Il se tourne alors vers l'écriture. Sa première pièce, Par la fenêtre, est donnée pour la première fois en 1882, il n'a alors que 19 ans; elle rencontre le succès. Sa première grande pièce en trois actes, Tailleur pour dames, qui est fort bien accueillie en 1886 au théâtre de la Renaissance, lui vaut les encouragements de Labiche. Pour gagner sa vie, il tient la rubrique « Courrier des théâtres » dans le journal de son beau-père Henry Fouquier.

### Famille
Il se marie, le 14 octobre 1889, avec Marie-Anne Carolus-Duran, fille du peintre Carolus-Duran dont il devient l'élève, et de Pauline Croizette ; la peinture expressionniste l'intéresse. Ce mariage d'amour va se solder par un échec, bien que sa femme lui ait donné une fille et trois fils.
- Germaine (1890-1941) épouse Louis Verneuil.
- Jacques (1892-1970), ancien combattant, il est blessé en septembre 1914. Il obtient la croix de guerre 1914-1918 avec palmes[3].
- Michel (1900-1961), épouse Françoise Hoentschel, fille du grand collectionneur Georges Hoentschel, père du comédien Alain Feydeau.
- Jean-Pierre (1903-1970) est scénariste et dialoguiste de films. Il meurt des suites d'un accident de voiture.

Sa famille par Carolus-Duran
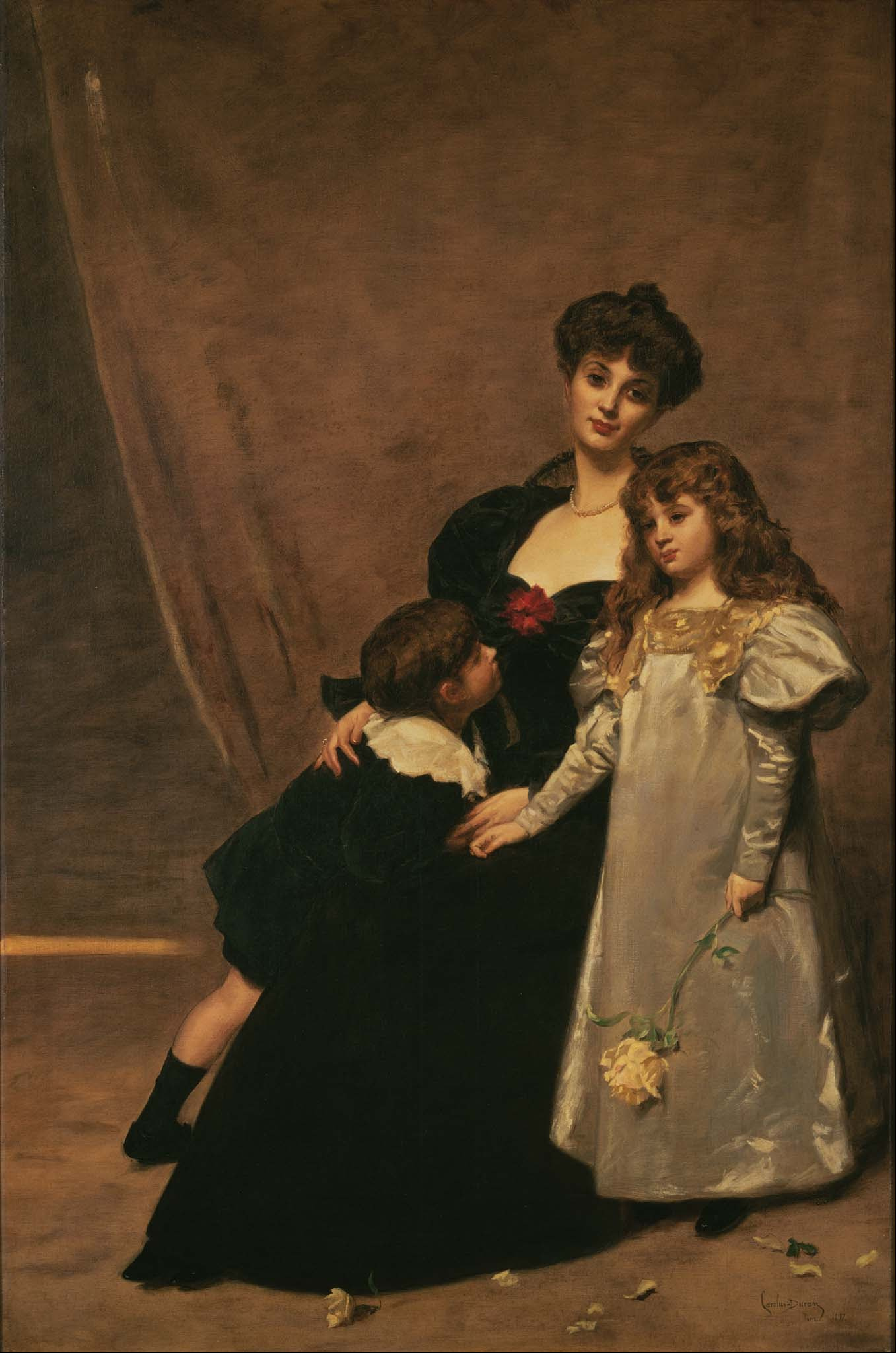
Madame Feydeau et ses enfants, 1897, musée national de l'Art occidental, Tokyo.
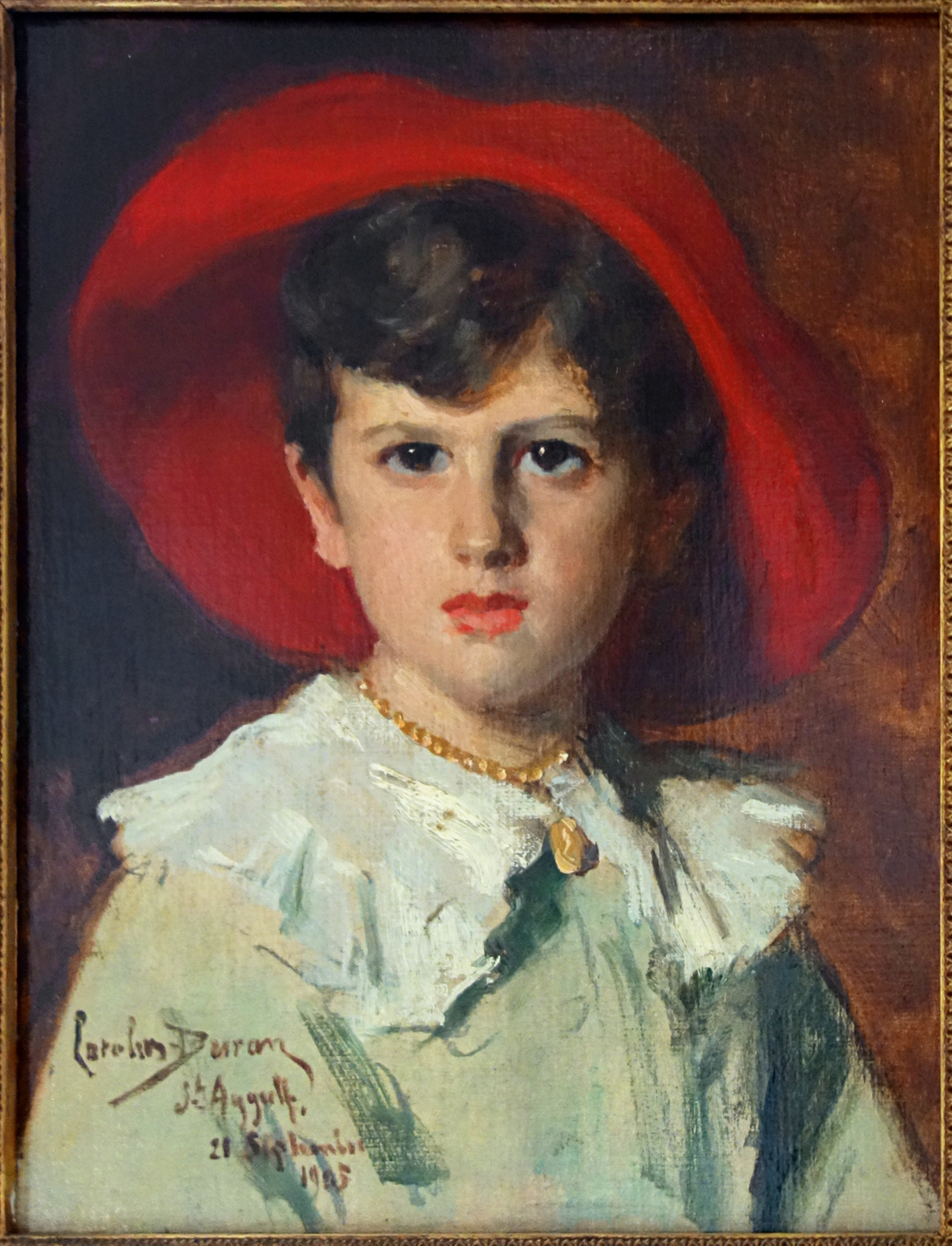
Michel Feydeau, l'enfant au chapeau rouge, 1905, palais des Beaux-Arts de Lille.

### Poursuite de carrière

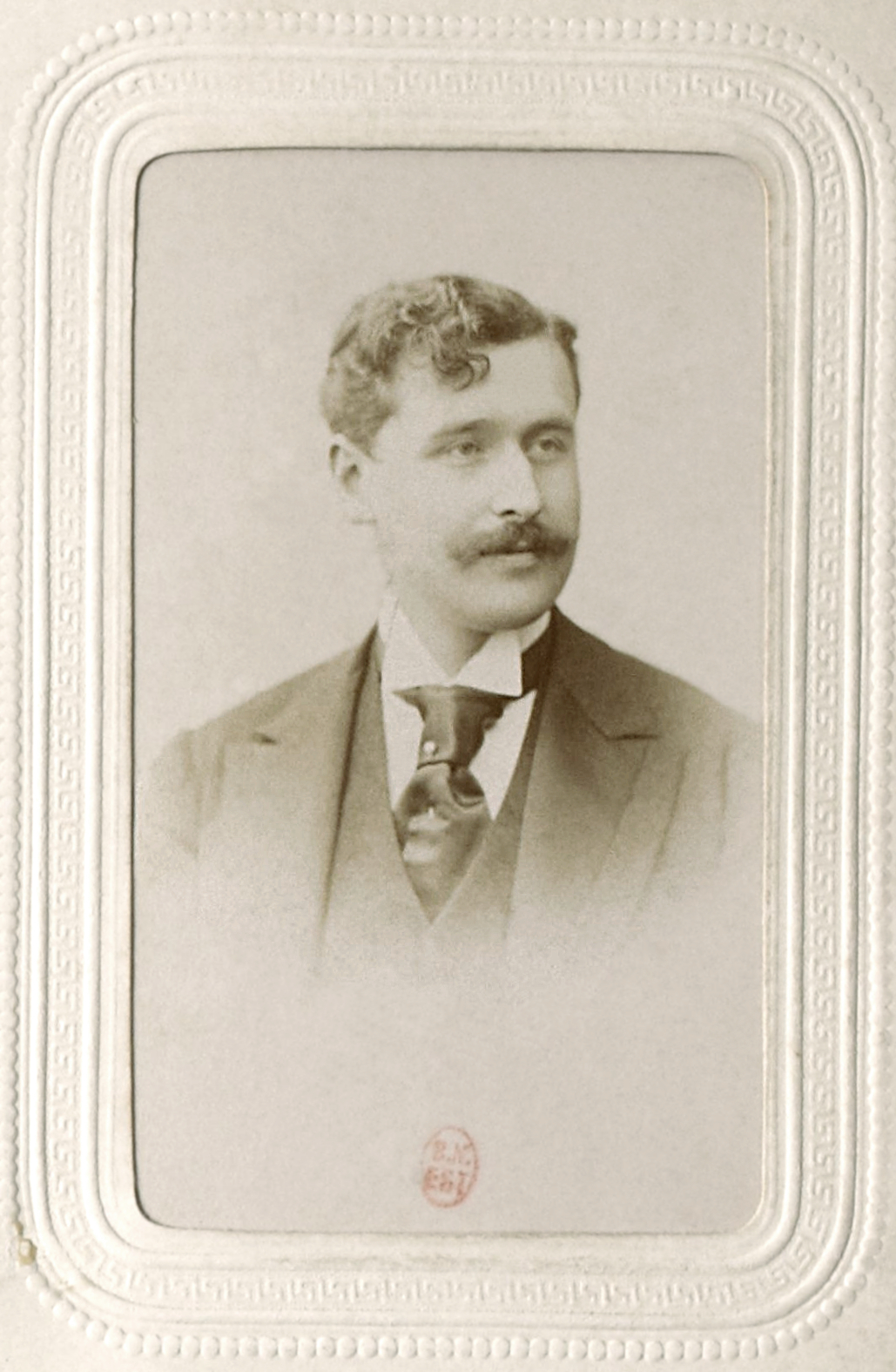
Georges Feydeau portant sa fine moustache relevée en pointe.

Il puise son inspiration de sa vie de noctambule triste, notamment chez Maxim's, il perd beaucoup d'argent au jeu, prend de la cocaïne dans l'espoir de stimuler ses facultés créatrices et trompe son épouse avec des femmes et, peut-être, des hommes. Il écrit plusieurs pièces en collaboration, notamment avec Maurice Desvallières.
Après le succès de Tailleur pour dames en 1886, Feydeau connaît une période difficile. Ses œuvres suivantes, (La Lycéenne, Chat en poche, L'Affaire Édouard…), ne reçoivent au mieux qu'un accueil tiède. La consécration vient en 1892 avec le succès retentissant des pièces Monsieur chasse !, Champignol malgré lui et, dans une moindre mesure, Le Système Ribadier, œuvres qui lui valent le titre de « roi du vaudeville ». Dès lors, Feydeau enchaîne les réussites : L'Hôtel du libre échange et Un fil à la patte en 1894, Le Dindon en 1896, La Dame de chez Maxim en 1899, La main passe en 1902, Occupe-toi d'Amélie en 1908.
Collectionneur d'art, il fait notamment l’acquisition du tableau La Neige à Louveciennes d'Alfred Sisley lors de la vente Armand Doria par la Galerie Georges Petit en 1899. Sa collection est mise en vente le 3 avril 1903.
En septembre 1909, après une violente dispute avec la coquette Marie-Anne, qui a pris un amant à la suite des nombreuses infidélités de son mari, il quitte le domicile conjugal du 148 rue de Longchamp (cette séparation aboutira au divorce en février 1916) et prétextant les embarras d’un déménagement, il s'installe pour quelques jours dans un palace tout proche de la gare Saint-Lazare, le Grand Hôtel Terminus, chambre 189, rue de Londres. Ce lieu devient son domicile pendant une dizaine d’années; les murs de sa chambre accueillent des œuvres d'artistes devenus à la mode comme Van Gogh ou Utrillo. Il a vendu la majeure partie de son importante collection. Dans cet hôtel, il commence à s'intéresser aux petits grooms de service qu'il fait apparaître dans ses pièces.

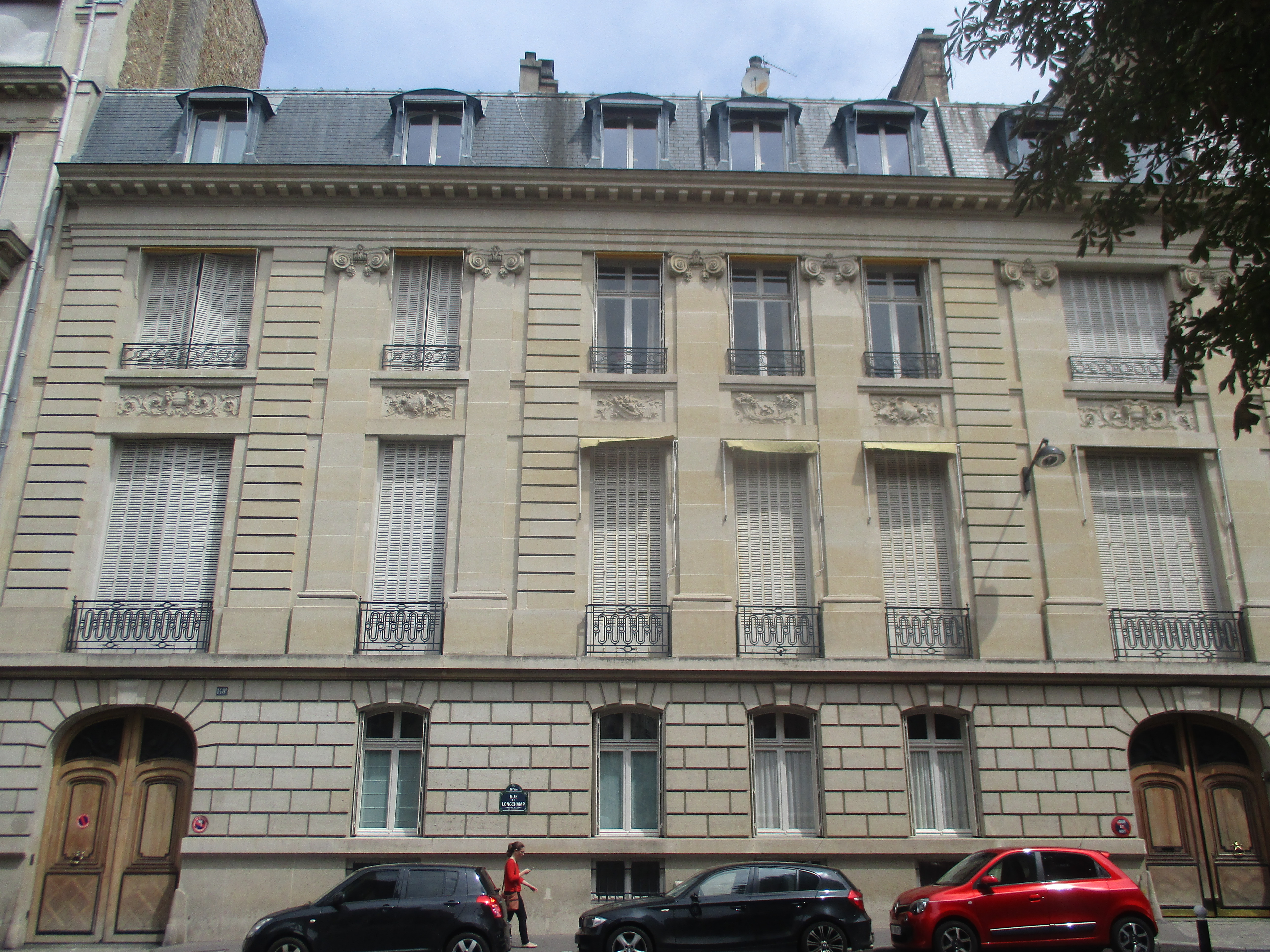
148 rue de Longchamp.

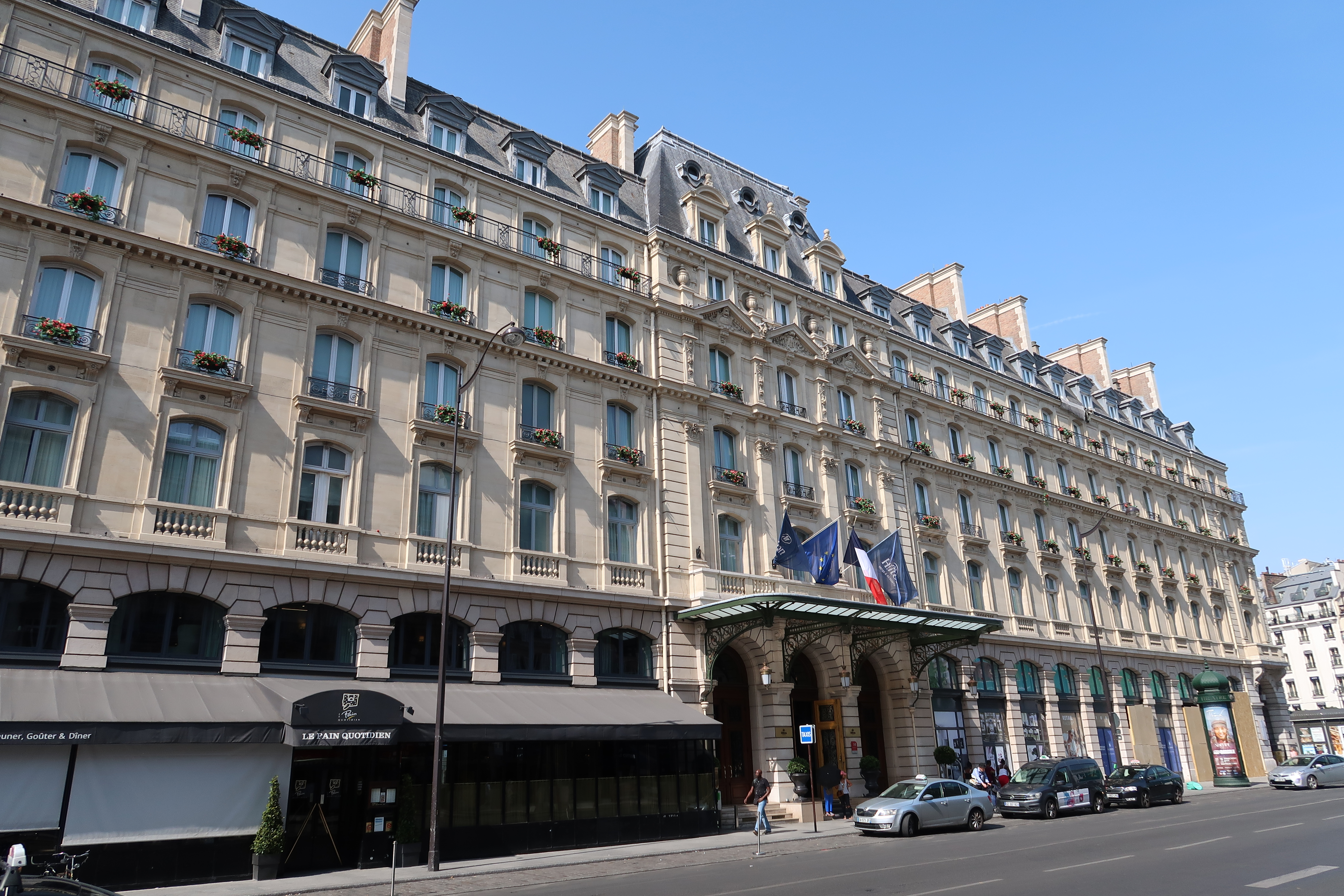
Grand Hôtel Terminus devenu Hôtel Concorde-Saint-Lazare.

Il fréquente les salons, le dimanche celui de Madame de Caillavet (de même origine que sa mère), au no 12 avenue Hoche, acheté en 1878 à Arsène Houssaye, près de la place de l'Étoile.
À la suite de sa séparation conjugale, Feydeau renouvelle le genre du vaudeville par une étude plus approfondie des caractères dans ses comédies de mœurs en un acte, mettant en scène la médiocrité des existences bourgeoises qu'il tourne en ridicule et dont il trouve l'origine dans son propre environnement : On purge bébé (1910), Mais n'te promène donc pas toute nue ! (1911). Il est le plus souvent question d'intrigues tournant autour du trio du mari cocu, de la femme infidèle et de l'amant, dont les turpitudes divertissent les spectateurs.
Très aimé de ses contemporains et des autres auteurs, il est témoin avec Sarah Bernhardt, le 10 avril 1919, au mariage d'Yvonne Printemps avec Sacha Guitry. Ce dernier est un ami qui continue à lui rendre visite au Sanatorium Malmaison du docteur Sicard au 4 place Bergère à Rueil-Malmaison, pavillon des Tilleuls, actuel Institut Français du Pétrole, lorsqu'il sera interné pour des troubles psychiques, dus à la syphilis qu'il a contractée par le biais d'une jeune travestie.

### Collection

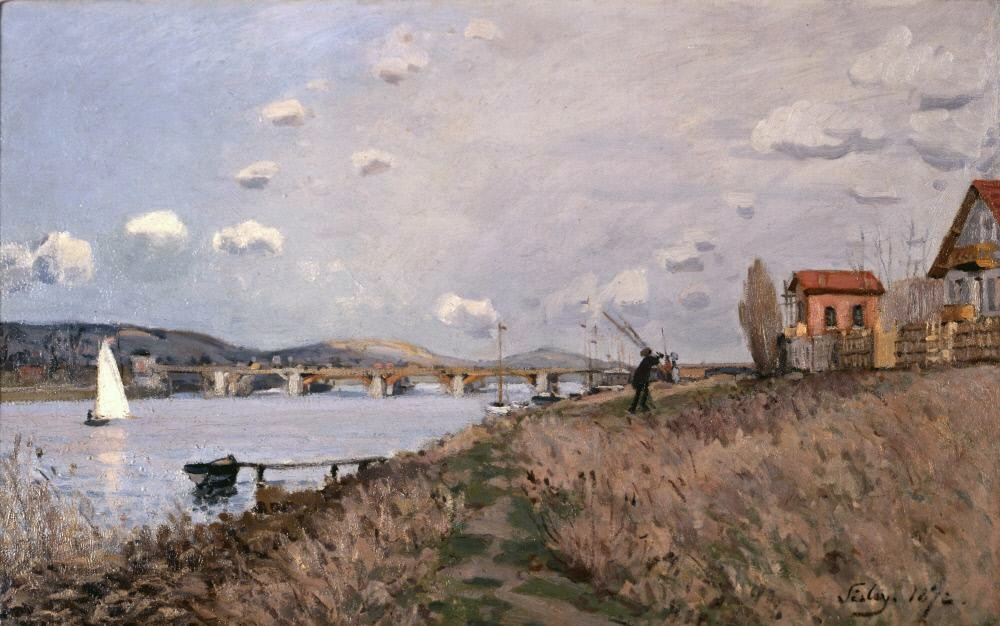
Le pont d'Argenteuil, 1872, Alfred Sisley.
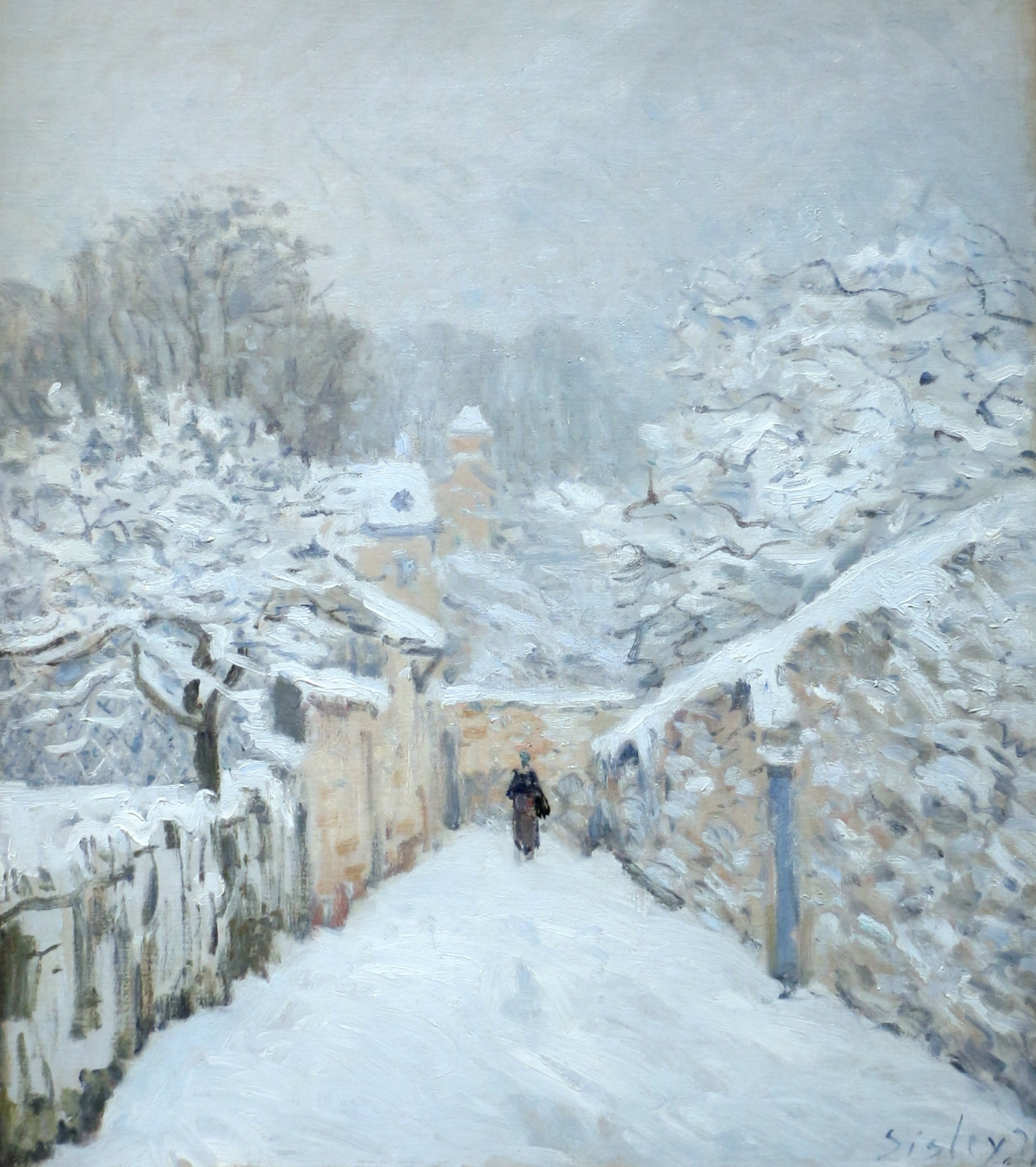
La Neige à Louveciennes, 1875, Alfred Sisley.
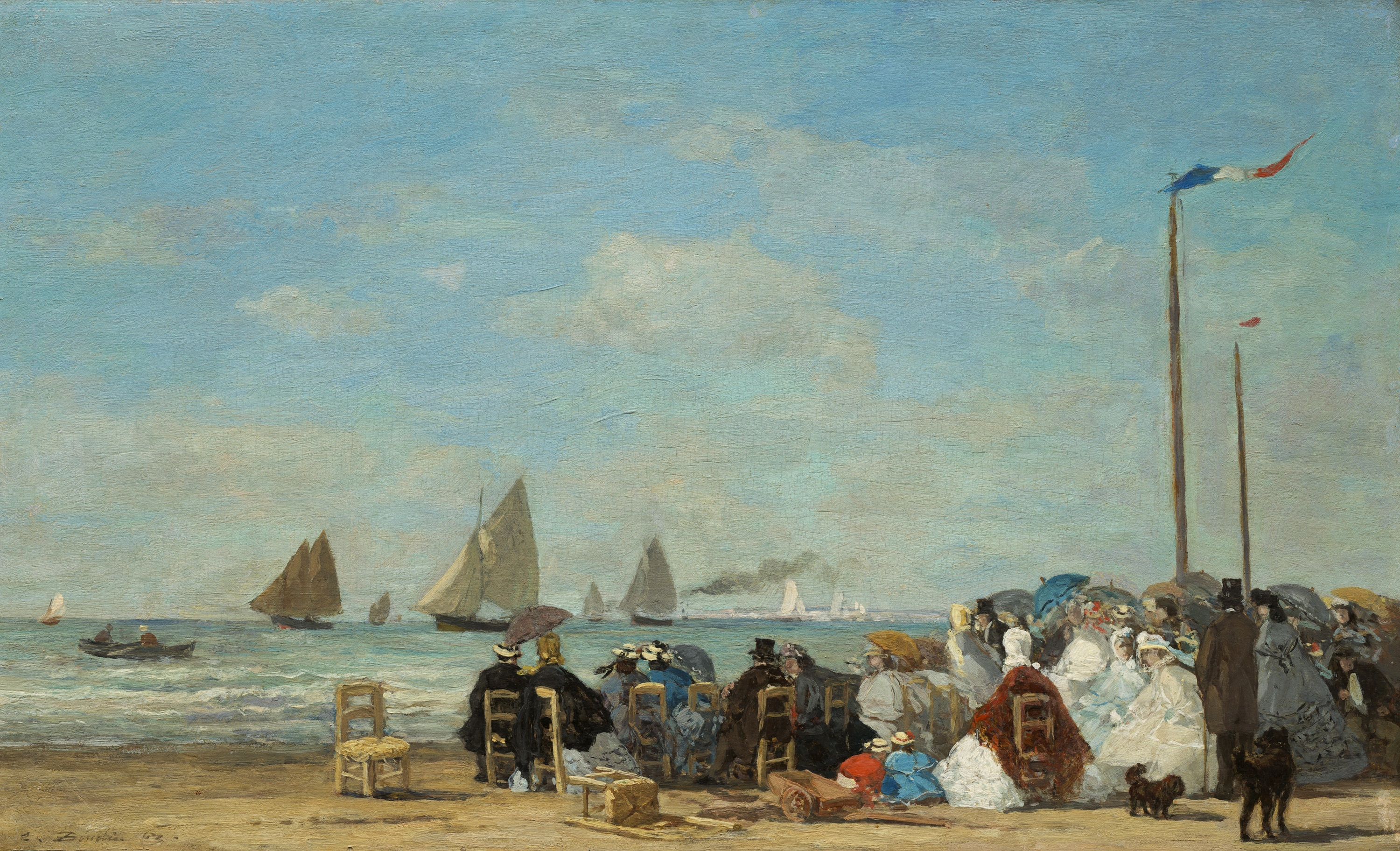
Scène de plage à Trouville, 1875, Eugène Boudin.

### Maladie et mort
Atteint tour à tour de surmenage, de délire, de mégalomanie, de paranoïa, durant son séjour de deux ans dans ce sanatorium, Feydeau est soigné par le docteur Bour avec les moyens de l'époque : douches froides, bromure, chloral, sédatifs ; la fenêtre de sa chambre est grillagée.
Il meurt le 5 juin 1921, à l'âge de 58 ans. Ses funérailles ont lieu en l'église de la Trinité. Georges Feydeau repose au cimetière de Montmartre, inhumé avec son père dans la 30e division. Sa sœur repose avec leur mère au cimetière de Passy.

### Postérité
Cent ans après sa mort, en 2021, une partie de son œuvre fait l'objet d'une publication dans la prestigieuse collection de La Pléiade.

## Théâtre
- 1873 : Églantine d'Amboise
- 1882 : Par la fenêtre
- 1883 : Amour et Piano ; Gibier de potence
- 1886 : Fiancés en herbe ; Tailleur pour dames
- 1887 : La Lycéenne
- 1888 : Un bain de ménage ; Chat en poche ; Les Fiancés de Loches
- 1889 : L'Affaire Édouard
- 1890 : C'est une femme du monde ; Le Mariage de Barillon
- 1892 : Monsieur chasse ! ; Champignol malgré lui ; Le Système Ribadier
- 1894 : Un fil à la patte ; Notre futur ; Le Ruban ; L'Hôtel du libre échange
- 1896 : Le Dindon ; Les Pavés de l'ours
- 1897 : Séance de nuit ; Dormez, je le veux !
- 1899 : La Dame de chez Maxim
- 1902 : La Duchesse des Folies-Bergère
- 1902 : Le Billet de Joséphine, opéra-comique en trois actes, avec Jules Méry, musique d'Alfred Kaiser
- 1904 : La main passe
- 1905 : L'Âge d'or
- 1906 : Le Bourgeon
- 1907 : La Puce à l'oreille
- 1908 : Occupe-toi d'Amélie ; Feu la mère de Madame
- 1909 : Le Circuit
- 1910 : On purge bébé
- 1911 : Mais n'te promène donc pas toute nue ! ; Léonie est en avance ou le Mal joli ; Cent millions qui tombent (inachevée)
- 1913 : On va faire la cocotte (inachevée)
- 1914 : Je ne trompe pas mon mari !, pièce en trois actes avec René Peter
- 1916 : Hortense a dit : « Je m'en fous ! », création au théâtre de la Renaissance avec notamment Raimu

### Pièces inédites
- L'amour doit se taire
- À qui ma femme ?
- Deux coqs pour une poule
- L'Homme de paille (à ne pas confondre avec la pièce homonyme d'Eugène Labiche)
- Monsieur Nounou

### Monologues
- La Petite Révoltée (1880)
- J'ai mal aux dents (1882)
- Le Potache (1882)
- Trop vieux (1882)
- Un monsieur qui n'aime pas les monologues (1882)
- Un coup de tête (1882)
- Aux antipodes (1883)
- Patte en l'air (1883)
- Le Petit Ménage (1883)
- Le Billet de mille (1884)
- Les Célèbres (1884)
- Le Volontaire (1884)
- Le Colis (1885)
- Les Réformes (1885)
- L'Homme économe (1886)
- L'Homme intègre (1886)
- Les Enfants (1887)
- Tout à Brown-Séquard ! (1890)
- Le Juré (1898)
- Un monsieur qui est condamné à mort (1899)
- Complainte du pauv' propriétaire (1916)